# Crataegus ambigua
Crataegus ambigua är en rosväxtart som beskrevs av C. A. Meyer och Alexander Becker. Crataegus ambigua ingår i Hagtornssläktet som ingår i familjen rosväxter. Inga underarter finns listade i Catalogue of Life.

## Bildgalleri

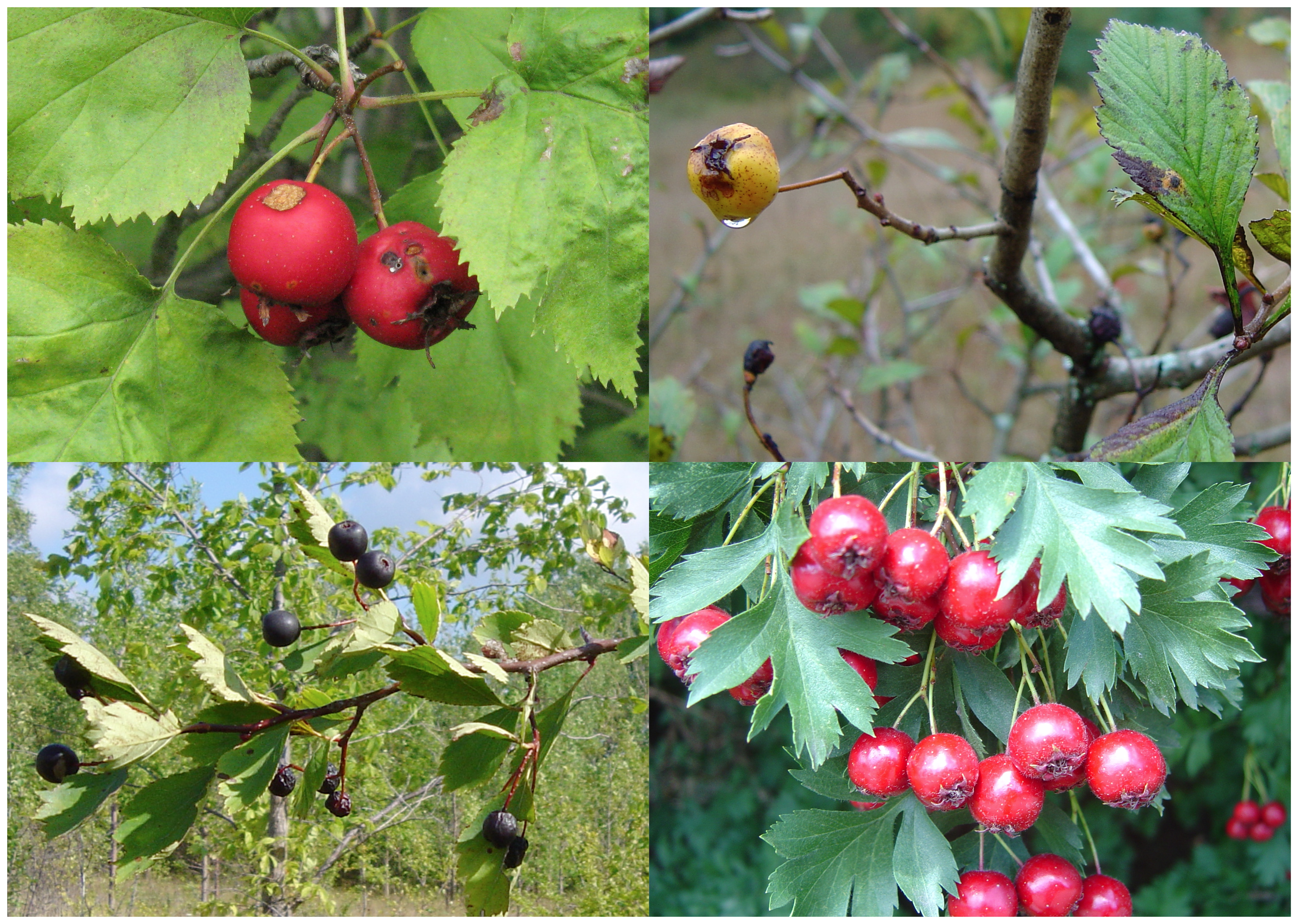
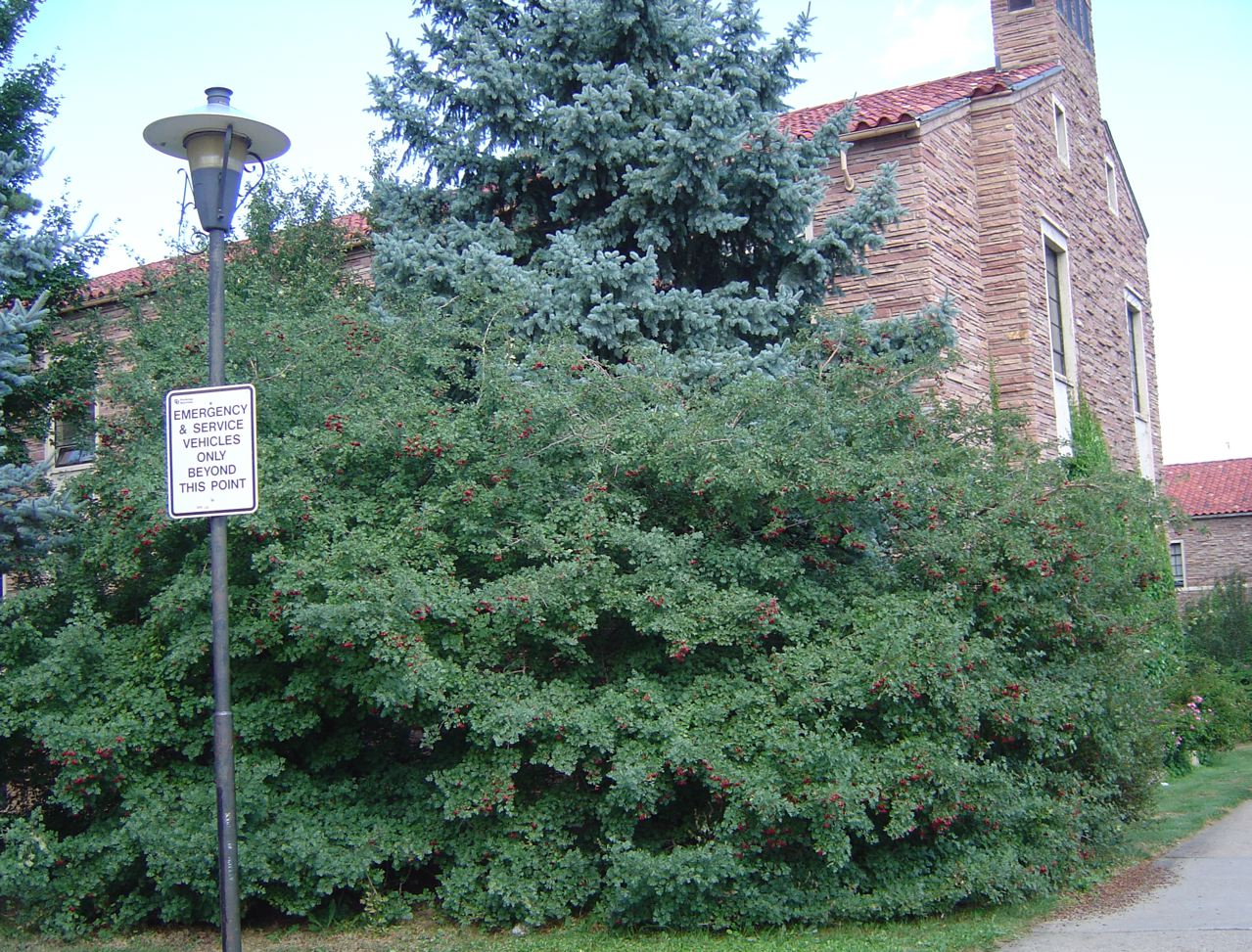